# Хари Гоаз
Хари Гоаз (рођен 27. децембра 1960. као Хари Престон Кинг ) је амерички глумац најпознатији по улози заменика шерифа Ендија Бренана у ТВ серији Твин Пикс (1990–1991, 2017) и као наредник Најт у ТВ серији НБЦ-а, Ири, Индијана(1991–1992).

## Биографија
Рођен је у Џексонвилу, Северна Каролина, а одрастао је у Бомонту у Тексасу . Похађао је Универзитет у Тексасу , где је дипломирао ликовну уметност. Гоаз је такође студирао глуму код Вилијама Трејлора у Лофт студију у Лос Анђелесу, Калифорнија . 

## Каријера
Гоаз је први пут срео Дејвида Линча док га је возио на комеморацију Роју Орбисону, а Линч је одлучио да га изабере за улогу заменика шерифа  Ендија Бренана у ТВ серији Твин Пикс .  Он је после Твин Пикса глумио у серији Eerie Indiana, паранормалној ТВ емисији коју је креирао Џо Данте . Гоаз је такође играо улоге у независним филмовима, као што је The Underneath Стивена Содерберга .
Његов комад микро-фикције, „Доналдова света глава“, објављен је у Blacktop Passages-у 2013. 

## Филмографија

### Филм
| Година | Наслов                                      | Улога                      | Напомене          | РЕФ.  |
| ------ | ------------------------------------------- | -------------------------- | ----------------- | ----- |
| 1992   | Твин Пикс: Ватро, ходај са мном             | Заменик шерифа Енди Бренан | Избрисане сцене   | [ 4 ] |
| 1995   | The Underneaht                              | Чувар Кејси                |                   | [ 4 ] |
| 2005   | Deadroom                                    | Лејтон                     |                   | [ 4 ] |
| 2009   | St. Nick                                    | детектив                   |                   | [ 4 ] |
| 2011   | Earthling                                   | Томас Хед                  |                   | [ 4 ] |
| 2014   | Twin Peaks: The Missing Pieces              | Заменик Енди Бренан        |                   | [ 4 ] |
| 2015   | Figurehead                                  | Хари                       |                   | [ 4 ] |
| 2017   | Twin Peaks: The Phenomenon                  | Он                         | Документарни филм | [ 4 ] |
| 2017   | The Man with the Gray Elevated Hair         | Он                         | Документарни филм | [ 4 ] |
| 2017   | A Very Lovely Dream: One Week in Twin Peaks | Он                         | Документарни филм | [ 4 ] |
| 2019   | On the Couch                                | Он                         | Документарни филм | [ 4 ] |
| 2021   | The Vandal                                  | Трговац уметнинама         |                   | [ 4 ] |
| 2021   | Shelter Abraxas                             | Хјисос                     |                   |       |

### Серије
| Година    | Наслов        | Улога                      | Напомене   |
| --------- | ------------- | -------------------------- | ---------- |
| 1989–1991 | Твин Пеакс    | Заменик шерифа Енди Бренан | 26 епизода |
| 1991–1992 | Ири, Индијана | Наредник Најт              | 5 епизода  |
| 2017      | Твин Пеакс    | Заменик шерифа Енди Бренан | 9 епизода  |